# Zsibritó
Zsibritó (szlovákul: Žibritov) község Szlovákiában, a Besztercebányai kerületben, a Korponai járásban.

## Fekvése
Korponától 8 km-re északnyugatra fekszik.

## Története
A települést 1266-ban "Seurdfolou" néven említi először oklevél, a Hont-Pázmány nemzetség birtokolta. 1342-ben Litva várának tartozéka. 1442 és 1446 között gyakran érték huszita támadások. A falu régi templomdombján 15. századi források várat említenek, mely egy bizonyos Zsibrid Jakab tulajdona volt. Őróla kapta volna nevét is a település, mivel azonban erkölcstelen életet folytatott, családjával együtt börtönben végezte. A falu a 16. század első felétől a szitnyai uradalom része. 1629-ben Koháry Péternek a birtoka, a 19. században a Coburg családé.
1576-ban elpusztította a török. 1586-ban várát megerősítették. A török időkben az erősség fontos őrhely volt, ahol folyamatosan őrség állomásozott. A vár romjai állítólag még a 19. század közepén is láthatók voltak. 1700-ban már működött az iskola. 1715-ben malma és 31 háztartása létezett, lakói főként szénégetéssel foglalkoztak. 1720-ban 24 háztartása volt, ebből 16 szénégetőké. A falu lakói állattartással, favágással, szénégetéssel foglalkoztak.
Vályi András szerint "ZSIBRITÓ. Zsibritovcze. Tót falu Hont Várm. földes Ura Gr. Koháry Uraság, lakosai többfélék, fekszik Sz. Antalnak szomszédságában, és annak filiája, Selmetzhez nem meszsze; erdeje van, szőleje nints, legelője szoros."
1807-ben a település leégett. 1828-ban 38 házában 233 lakos élt, akik földműveléssel, állattartással, erdei munkákkal foglalkoztak.
Fényes Elek szerint "Zsibritó, Honth m. tót falu, 45 kath., 196 evang. lak., kik a korponai határban birnak szőlőt. Sovány határ. F. u. h. Coburg. Ut. p. Selmecz."
Hont vármegye monográfiája szerint "Zsibritó, tót kisközség, 53 házzal és 407 ág. ev. vallású lakossal; vasúti állomása Selmeczbányán, postája és távirója Szentantalon van. A Hunt nemzetség ősi birtoka, melynek már 1266-ban végbement határjárásról szólnak a följegyzések. A litvai vár tartozékaként, 1342-ben, Sebrethfolua alakban szerepel a neve. Később a szitnyai uradalomba olvadt és annak sorsában osztozott. az újabb korban, a Koháryak után, a herczeg Coburgok szerezték meg és jelenleg is az övék. A falu határában régi katholikus templom romjai láthatók, melyet a község hajdan katholikus hivei Mátyás király korában építettek, mint azt a mult századi canonica visitatio följegyzi; ez a templom a mult század derekán dőlt romba. Az ágostai evangelikus templomot 1838-ban építették. Zsibritó községhez tartozik a Ráczgyelja erdőőrlak."
A trianoni békeszerződésig Hont vármegye Korponai járásához tartozott.
A szlovák nemzeti felkelés idején francia partizánok és Alexander Nevský partizánegysége harcoltak itt. Különösen heves harcok folytak itt 1944. október 15. és 18. között. A község termelőszövetkezetét 1957-ben alapították, állattartással, gyümölcstermesztéssel foglalkozott. 1966-ban a korponai termelőszövetkezettel egyesítették.

## Népessége
| Év:            | 1994. | 2004.    | 2014.    | 2024.   |
| -------------- | ----- | -------- | -------- | ------- |
| Emberek száma: | 97    | 81       | 67       | 62      |
| Eltérés:       |       | -16,49 % | -17,28 % | -7,46 % |

| Év:            | 2023. | 2024.   |
| -------------- | ----- | ------- |
| Emberek száma: | 65    | 62      |
| Eltérés:       |       | -4,61 % |

1910-ben 334, túlnyomórészt szlovák lakosa volt.
2001-ben 88 szlovák lakosa volt.
2011-ben 69 lakosából 64 szlovák.

## Neves személyek
- Itt született 1908-ban Kazimír Bezek szlovák költő, drámaíró, politikus és közszereplő.

## Nevezetességei
- A vár és a középkori templom megerősítése 1586-ban készült el, ma már csak maradványaik láthatók.
- Evangélikus temploma 1838-ban épült.
- A falu közepén álló harangláb 19. századi, benne egy 1680-ban készített harang található.
- Szentantal felé eső határrészén kis halastó található.

## Külső hivatkozások
- Községinfó
- Zsibritó Szlovákia térképén
- Regionhont.sk
- E-obce.sk Archiválva 2009. november 16-i dátummal a Wayback Machine-ben